# MP3 (album Matta Pokory)
MP3 – trzeci studyjny album francuskiego wokalisty (pochodzenia polskiego) Matta Pokory.

## Utwory
1. "Dangerous"
2. "Catch Me if You Can"
3. "Don't Give My Love Away"
4. "No Me Without You"
5. "Treason"
6. "Internationalude"
7. "Tokyo Girl"
8. "They Talk Sh*t about Me"
9. "Quitte A Me Jouer"
10. "Forbidden Drive"
11. "Climax"
12. "Why Do You Cry ?"
13. "Like a Criminal"
14. "Sur Ma Route"

## Listy przebojów
| Listy                           | Pozycja |
| ------------------------------- | ------- |
| Belgium (Wallonia) Albums Chart | 6       |
| French Digital Chart            | 10      |
| French Albums Chart             | 7       |
| Swiss Albums Chart              | 32      |
| Polish Album Chart (OLiS)       | 32      |